# Attaque de Kwala
Guerre du Mali
Batailles
L'attaque de Kwala a lieu le 28 février 2024 pendant la guerre du Mali.

## Déroulement
Le 28 février 2024, le camp militaire de Kwala, près de la ville de Mourdiah, est attaqué par les djihadistes. L'attaque débute tôt le matin par l'explosion d'un véhicule piégé, suivi par un assaut lancé par plus de cent djihadistes,. Ces derniers s'emparent du camp, raflent du matériel militaire et détruisent ce qu'ils ne peuvent emporter,. Le camp est ensuite réoccupé par l'armée après le départ des djihadistes.
L'armée malienne confirme l'attaque dans un communiqué, mais affirme que ses unités se sont lancées à la poursuite des assaillants et que ces derniers ont été « localisés et détruits sur plusieurs bases » dans le secteur de Fallou. Elle assure que « la situation est sous contrôle et la zone sous une haute surveillance ». L'AFP indique cependant que « les éléments fournis par les uns et les autres sont difficilement vérifiables dans ces zones reculées. L’accès à des sources indépendantes dans un contexte d’hostilités et de régime militaire est compliqué ».

## Pertes
L'armée malienne ne donne aucun bilan,. L'AFP souligne qu'elle « ne communique quasiment plus publiquement sur ses pertes ».
RFI rapporte cependant que « différentes sources locales, sécuritaires et civiles » donnent un bilan de 30 à 32 morts pour l'armée malienne, ainsi que plusieurs dizaines de blessés et de disparus.
L'attaque est revendiquée le 2 mars par le Groupe de soutien à l'islam et aux musulmans qui affirme que « plus de trente » soldats maliens ont été tués lors des combats. Le 4, le groupe djihadiste diffuse une vidéo de deux militaires maliens fait prisonniers.